# 溫迪亞邦
溫迪亞邦是印度的一個已撤銷的一級行政區，其面積有23,603平方英里。該邦設立於1948年，1956年因1956年邦界重劃法被併入中央邦。